# Jean Terrasson
Jean Terrasson (Lione, 1670 – Parigi, 15 settembre 1750) è stato uno scrittore francese.
Professore di filosofia greca e latina nel Collège royal, fu eletto membro dell'Académie des inscriptions et belles-lettres nel 1707 e dell'Académie française nel 1732.
Voltaire ha scritto di lui, nel suo Siècle de Louis XIV, che egli fu un «filosofo durante la sua vita e fino alla morte. Vi sono bei brani nel suo Séthos. La traduzione di Diodoro è utile: la sua analisi di Omero è considerata senza gusto».

## Tre opere singolari
Il Séthos di Jean Terrasson conobbe un autentico successo e popolarizzò la nozione dei «misteri egizi». Terrasson vi narra la vicenda di Séthos, una storia d'invenzione che egli dice di aver tratta da un manoscritto greco di un anonimo, il quale a sua volta avrebbe avuto accesso a fonti originali egiziane. Essendo la composizione dell'opera molto anteriore alla decifrazione dei geroglifici, gli egittologi non attribuiscono alcun valore storico alle notizie di Terrasson. Emanuel Schikaneder si ispirò a questo scritto nel comporre il testo del Flauto magico, musicato da Mozart, particolarmente per i passaggi su temi legati alle concezioni massoniche, come l'aria O Isis und Osiris.
La sua Académie des dames è la traduzione di un dialogo erotico saffico, che egli finge di attribuire a Luisa Sigea, poetessa erudita della corte di Lisbona, e poi, sosteneva ancora Terrasson, tradotto in latino da Joannes Meursius, umanista di Leida, nell'Olanda meridionale. Se Luisa Sigea è certamente esistita, il Mersius è un personaggio del tutto inventato e l'Académie des Dames è una creazione dell'avvocato e storico francese Nicolas Chorier, il cui manoscritto circolava negli ambienti libertini.
Nella sua Dissertation critique sur l'Iliade, Terrasson sostiene che, grazie soprattutto agli apporti di Cartesio, la scienza, la filosofia e perciò lo spirito umano avessero fatto un tale progresso che i poeti del Settecento ormai avessero superato nettamente quelli dell'antica Grecia. Vi fa anche osservazioni originali sull’Opéra, considerata da lui un ponte tra la musica che narra una storia e la musica che è per proprio conto una fonte di piacere.
Tra le altre opere, la Philosophie applicable à tous les objets de l'esprit et de la raison è un saggio filosofico e teologico sul piacere e il dolore. Gli si attribuisce anche un Traité de l'Infini Créé, ritenuto per lo più di Malebranche.

## L'abate Terrasson nellaCritica della ragion pura
Terrasson è menzionato nella prefazione alla prima edizione della Critica della ragion pura di Immanuel Kant, che lo cita a proposito della questione degli esempi con cui eventualmente corredare un'opera di metafisica e nell'oscillazione tra una versione "popolare" ed una seccamente scolastica. Scrive Kant:
La citazione è tratta dalla traduzione tedesca (Philosophie nach ihrem allgemeinen Einflusse alle Gegenstände des Geiste und der Witten, Berlino, 1762, p. 117) di un libro pubblicato postumo: La Philosophie applicable à tous les objets de l'esprit et de la raison (Parigi, 1754). Nell'originale, recita così:

## Opere principali
- 1715 Dissertation critique sur L'Iliade d'Homère, où, à l'occasion de ce poème, on cherche les règles d'une poétique fondée sur la raison et sur les exemples des anciens et des modernes
- 1716 Addition a la dissertation critique sur l'Iliade d'Homère, pour servir de réponse à la préface de Monsieur Dacier sur le nouveau Manuel d'Épictète
- 1720 Lettre écrite à M*** sur le nouveau système des finances, & particulièrement sur le remboursement des rentes constituées
- 1731 Sethos, histoire, ou Vie tirée des monumens, anecdotes de l'ancienne Égypte, traduite d'un manuscrit grec
- 1737-1744 Histoire universelle de Diodore de Sicile, traduite en françois par M. l'abbé Terrasson
- 1750 L'Académie des Dames ou les Sept Entretiens galants d'Aloisia, traduits de Meursius
- 1754 La Philosophie applicable à tous les objets de l'esprit et de la raison, ouvrage en réflexions détachées